# Répcevis, Győr-Moson-Sopron
Répcevis  este un sat în districtul Sopron, județul Győr-Moson-Sopron, Ungaria, având o populație de 369 de locuitori (2011). 

## Demografie
Componența etnică a satului Répcevis
     Maghiari (93,07%)
     Germani (4,27%)
     Croați (2,67%)
Componența confesională a satului Répcevis
     Romano-catolici (85,91%)
     Fără religie (1,9%)
     Reformați (1,63%)
     Necunoscută (9,76%)
     Luterani (0,81%)
Conform recensământului din 2011, satul Répcevis avea 369 de locuitori. Din punct de vedere etnic, majoritatea locuitorilor (93,07%) erau maghiari, existând și minorități de germani (4,27%) și croați (2,67%).  Din punct de vedere confesional, majoritatea locuitorilor (85,91%) erau romano-catolici, existând și minorități de persoane fără religie (1,9%) și reformați (1,63%). Pentru 9,76% din locuitori nu este cunoscută apartenența confesională.